# Historisches Museum des Hochstifts Paderborn
Das Historische Museum des Hochstifts Paderborn ist ein Heimatmuseum in der ostwestfälischen Stadt Büren in Nordrhein-Westfalen. Es bildet zusammen mit der Erinnerungs- und Gedenkstätte Wewelsburg 1933 – 1945 eine der beiden Dauerausstellungen des Kreismuseums Wewelsburg des Kreises Paderborn.
Es befindet sich im Süd- und im Ostflügel sowie im Südostturm der Wewelsburg. Das Museum stellt die Geschichte des Hochstifts Paderborn vom Beginn der Besiedlung während der Steinzeit an bis zum Jahr 1802 dar, es verfügt über 29 Räume, verteilt auf drei, im Turm vier Etagen, die durch einen Fahrstuhl zum großen Teil auch barrierefrei erschlossen sind.
Das Museum wird jährlich von ca. 90.000 Menschen besucht.